# Liwna
Die  Liwna (deutsch: Liebe) ist ein kleiner rechter Zufluss der Guber in der polnischen Woiwodschaft Ermland-Masuren.

## Geografie
Der 35 km lange Fluss entspringt südlich des Dorfs Solanka in der Gmina Srokowo (Drengfurth), durchfließt den See Jezioro Siniec Wielki, weiter den See Jezioro Silec (Schützener See), fließt weiter nach Nordwesten an Barciany (Barten) vorbei bis zur Mündung in die Guber nordwestlich des Dorfs Krelikiejmy (Kröligkeim, Gmina Barciany). Das Einzugsgebiet wird mit 242 km² angegeben.